# Spoleto Calcio
El Spoleto Calcio es un club de fútbol de Italia, con sede en Espoleto, en Umbría. Fue fundado en 1923 y refundado en varias ocasiones. Compite en la Eccellenza Umbria, quinta categoría del fútbol italiano.

## Historia
El club fue fundado en 1932 bajo el nombre de Polisportiva Fascista Spoleto hasta que en 1942, coincidiendo con su ascenso a la Serie C pasa a denominarse Virtus Spoleto.
En la temporada 1947/48 vuelve a la Serie D. Ya en el año 1963 cambia de nombre para llamarse Associazione Sportiva Spoleto; en 1980 adopta la denominación Federazione Calcistica Spoleto; en 1989  Polisportiva Nuova Spoleto al fusionarse con el S.S. Nuova Virtus Spoleto. En el 2006 toma el nombre de Associazione Dilettantistica Voluntas Calcio Spoleto.

## Palmarés

### Torneos interregionales
- Serie D (1): 2005-06 (Grupo E)

### Torneos regionales
- Prima Divisione Umbria (1): 1941-42
- Promozione Umbria (3): 1956-57, 1989-90, 2007-08
- Prima Categoria Umbria (1): 1969-70
- Eccellenza Umbria (1): 2003-04
- Copa Italia de Aficionados Umbria (1): 2009-10